# Jean Lescarts
Jean Lescarts, né à Mons le 20 septembre 1851 où il est mort le 9 décembre 1925, était un homme politique belge libéral. Comme bourgmestre de Mons, il s'est efforcé d'embellir sa ville natale et de sauvegarder son patrimoine.

## Biographie
Jean Louis Adolphe Lescarts naît le 20 septembre 1851 dans une famille bourgeoise à Mons. Il est le fils de Ferdinand Lescarts, avocat, et de Palmire Herrebaut. Il est le cousin d'Arthur Lescarts, bourgmestre de Mons, et député à la Chambre des représentants.
Il fait des études à l'Athénée de Mons et des études universitaires en droit. Docteur en droit, il s'inscrit au barreau de Mons en mai 1874 et sera nommé à plusieurs reprises bâtonnier. 
Le 25 octobre 1881, il est élu conseiller communal et nommé successivement échevin des Finances et des Travaux et bourgmestre de Mons du 1er août 1905 jusqu'à sa mort en 1925. 
Il contribue à la construction d’un nouvel athénée remplaçant celui qu’il avait connu durant son adolescence et préserve de la destruction l'infirmerie du couvent de la congrégation des filles de Notre-Dame (datant de1636) . 
Il rejoint l’Assemblée wallonne à l’automne 1912 et est l’un des délégués de Mons au sein de cet organisme wallon chargé d’étudier la question de la séparation administrative. Une fois l'emblème wallon adopté par l'Assemblée wallonne en 1913, Jean Lescarts est l’un des premiers à pavoiser l'hôtel de ville de Mons aux couleurs wallonnes. 
Dans le premier mois des hostilités en août 1914 lors de la Première Guerre mondiale, il est pris en otage et utilisé comme bouclier humain par les Allemands lors de la bataille de Mons. Il évite miraculeusement d'être tué et parvient à s'échapper. Il s'efforce au cours de la guerre de protéger et ravitailler au mieux la population montoise alors que la pénurie règne, ce qui lui vaut la reconnaissance des montois.
En ami des arts, érudit et collectionneur, Jean Lescarts a transformé sa maison en une galerie d'art. L'on retrouve ses collections au musée du Folklore et de la Vie montoise « Jean Lescarts » situé dans l'ancienne infirmerie du couvent de la congrégation des filles de Notre-Dame que Jean Lescarts avait sauvé de la destruction en 1910 et restauré.
À la suite de son décès le 9 décembre 1925, il reçoit des funérailles civiles.

## Hommages et distinctions
Le musée du Folklore et de la Vie montoise est aussi baptisé Maison Jean Lescarts en son honneur. 
Une « rue Jean Lescarts » perpétue sa mémoire dans Mons intra muros.
Les distinctions honorifiques suivantes lui ont été décernées :
- Officier de l'ordre de Léopold en 1906 (Belgique) ;
- Officier de la Légion d'honneur en 1905 (France).